# Bombajský dopis

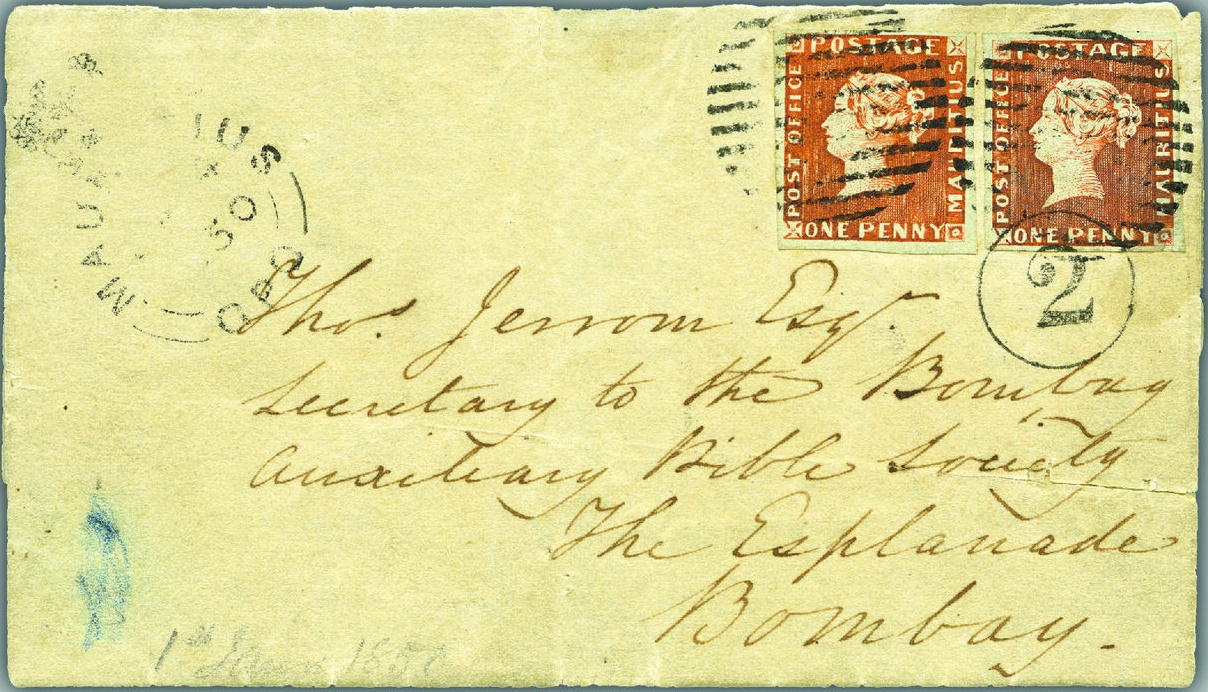
Adresní strana Bombajského dopisu

Bombajský dopis (anglicky Bombay Cover) je označení pro dopis poslaný roku 1850 ofrankovaný dvěma červenými mauricii. Naposledy byl prodán v roce 2016 anonymnímu českému sběrateli.

## Popis
Bombajský dopis má formu složeného dopisu, který byl napsán reverendem Langrishem Banksem 1. ledna 1850 a opatřen dvěma červenými mauricii (podle číslování Jean-Baptiste Moense XVIII a XIX). Adresátem byl Thomas Jerrom v Bombaji („Thos. Jerrom Esqr. / Secretary to the Bombay / Auxiliary Bible Society / The Esplanade / Bombay.“). V levé části adresní části je kulaté razítko „MAURITIUS G.P.O.“ s datem 4. ledna 1850.

## Historie
Dopis vznikl roku 1850, poté byl až roku 1897 nalezen na jistém indickém bazaru Charlesem Howardem a o rok později byl prodán již za 1600 liber W. H. Peckittovi. V roce 1905 přes dalšího majitele koupil Peckitt dopis za 2000 liber. Dopis koupil roku 1906 G. H. Worthington, roku 1917 Alfred F. Lichtenstein, po něm zdědila jeho sbírku dcera Louise Boyd Dale. Po její smrti koupil roku 1969 firma Raymond H. Weill Co. z New Orleans za 380 000 amerických dolarů. Weillovi poprvé souhlasili s otevřením dopisu a byl zjištěn autor.
Následně roku 1989 dopis dražil aukční dům Christie’s za 3 až 4 miliony švýcarských franků. Roku 1990 získal dopis Chan Chin Cheung a roku 1996 Ital Guido Craveri. Roku 2007 prodal David Brandon dopis ruskému sběrateli, v prosinci 2016 dopis koupil český sběratel za 2,4 miliony eur.

## Výstavy
- Anphilex '96, New York
- Praga 2018, Praha[3]